# 魯門·赫里斯托夫 (政治人物)
魯門·季米特洛夫·赫里斯托夫（1955年12月27日—），是一名保加利亚政治人物，民主力量联盟黨員。
2016年12月，赫里斯托夫宣稱所屬政黨聯盟改革者集團被委託組建政府，但當時消息來源顯示新政府成立可能性較低。